# Шихиев, Фуад Шукурович
Фуад Шукурович Шихиев  (10 мая 1980, Махачкала, Дагестанская АССР, РСФСР, СССР) — российский политик. В 2019—2020 году глава администрации Дербентского района Дагестана. 

## Биография
Родился в 1980 году в Махачкале в семье педагога. В 1997 году окончил школу. С 2006 по 2013 год работал преподавателем в Дагестанском государственном педагогическом университете, а также в министерстве образования и науки Республики Дагестан. С 2015 года занимал должность заместителя главы администрации Дербентского района в сфере социальной политики. С 2017 года является доцентом кафедры дискретной математики и информатики Дагестанского государственного университета (внешний совместитель). С июня 2018 года исполнял обязанности главы Дербентского района, сменив на этом посту Магомеда Джелилова. С 7 марта 2019 года занимал должность полномочного представителя Главы Республики Дагестан в Южном территориальном округе. 20 сентября 2019 года вновь был назначен и. о. главы Дербентского района, сменив Сеидмагомеда Бабаева. 30 июля 2020 года был арестован на 2 месяца по подозрению в мошенничестве, его обвиняются в организации преступной группы, которая занималась хищением и продажей земельных участков. 29 декабря 2020 года советский районный суд Махачкалы продлил на 2 месяца и 28 суток срок содержания под стражей Шихиева, он останется в СИЗО до 28 марта 2021 года.

## Образование
В 1997 году поступил на математический факультет Дагестанского государственного университета и по завершении в 2002 году получил диплом по специальности математик. В том же 2002 году поступил в аспирантуру Дагестанского государственного университета по специальности математическое и программное обеспечение вычислительных машин, комплексов и компьютерных сетей. В 2006 году математико-механическим факультетом Санкт-Петербургского государственного университета ему была присуждена ученая степень кандидата физико-математических наук.

## Личная жизнь
Женат. Имеет троих детей.